# Svenska mästerskapen i kortbanesimning 1966
Svenska mästerskapen i kortbanesimning 1966 avgjordes i Helsingborg 1966. Det var den fjortonde upplagan av kortbane-SM.

## Medaljsummering

### Herrar
| Gren              | Guld                         | Guld                         |
| 200 m frisim      | Lester Eriksson 1.57,5       | SK Neptun                    |
| 800 m frisim      | Lester Eriksson 9.06,0       | SK Neptun                    |
| 200 m fjärilsim   | Peter Feil 2.15,1            | Eskilstuna SS                |
| 200 m ryggsim     | Hans Ljungberg 2.18,1        | Bromma SS                    |
| 200 m bröstsim    | Tomas Johnsson 2.33,9        | Skövde SS                    |
| 4x100 m frisim    | SK Neptun 3.46,3             | SK Neptun 3.46,3             |
| 4x100 m fjärilsim | Simklubben S02 4.16,3        | Simklubben S02 4.16,3        |
| 4x100 m ryggsim   | Sundsvalls SS 4.25,5         | Sundsvalls SS 4.25,5         |
| 4x100 m bröstsim  | Stockholmspolisens IF 4.52,7 | Stockholmspolisens IF 4.52,7 |

### Damer
| Gren              | Guld                       | Guld             |
| 200 m frisim      | Ann-Charlott Lilja 2.18,8  | SK Najaden       |
| 800 m frisim      | Ann-Charlott Lilja 10.00,4 | SK Najaden       |
| 100 m fjärilsim   | Ingrid Gustavsson 1.09,7   | Luleå SS         |
| 200 m ryggsim     | Birgitta Haagman 2.35,7    | Upsala S         |
| 200 m bröstsim    | Monica Israelsson 2.52,0   | Karlskrona SS    |
| 4x100 m frisim    | SK Neptun 4.22,4           | SK Neptun 4.22,4 |
| 4x100 m fjärilsim | Upsala S 5.09,5            | Upsala S 5.09,5  |
| 4x100 m ryggsim   | Upsala S 5.02,9            | Upsala S 5.02,9  |
| 4x100 m bröstsim  | Bodens BK 5.41,3           | Bodens BK 5.41,3 |